# Calcio Catania 1982-1983
Questa voce raccoglie le informazioni riguardanti il Calcio Catania nelle competizioni ufficiali della stagione 1982-1983.

## Stagione
Nella stagione 1982-1983 il Catania disputa il venticinquesimo campionato di Serie B della sua storia. Un campionato che ha riportato gli etnei in paradiso. Sabato 25 giugno 1983 a Roma davanti a 35.000 tifosi giunti dalla Trinacria, quando il fischietto romano Gianfranco Menegali giunto alla sua gara d'addio, alle ore 18 fischia la fine di Catania-Cremonese (0-0), secondo spareggio promozione, nel primo la squadra siciliana aveva superato (1-0) il Como, per la quarta volta nella sua storia il Catania sale in Serie A.
Il condottiero che ha guidato gli etnei alla promozione nel massimo campionato è il napoletano Gianni Di Marzio, terza classificata il Catania con Como e Cremonese a 45 punti, poi superate negli spareggi giocati a Roma, alle spalle di Milan e Lazio. Oltre alle 12 reti di Aldo Cantarutti delle quali 1 in Coppa Italia e 11 in campionato, decisivo l'ottimo torneo del faro di centrocampo Ennio Mastalli autore anche di 9 reti, di cui 5 su calcio di rigore, ma altra protagonista stagionale la difesa rossoazzurra, che con 21 reti subite è stata la migliore del campionato cadetto.
In Coppa Italia il Catania disputa prima del campionato il sesto girone di qualificazione, si piazza terzo con 6 punti, alle spalle di Juventus e Milan che accedono agli ottavi di finale della manifestazione.

## Divise e sponsor

Una formazione catanese in campo con la seconda divisa bianca

Lo sponsor di maglia per la stagione 1982-1983 fu Haribo.
| Casa | Trasferta |

## Organigramma societario
Area direttiva
- Presidente: Angelo Massimino
- Segretario: Alfio Leone

Area sanitaria
- Medico sociale: Salvatore Galletta
- Massaggiatore: Luigi Maltese

Area tecnica
- Allenatore: Gianni Di Marzio
- Allenatore in seconda e preparatore atletico: Salvatore Bianchetti
- Allenatore Primavera: Salvatore Lo Certo

## Rosa
| N. |                   | Ruolo | Calciatore           |
| -- | ----------------- | ----- | -------------------- |
|    | Italia (bandiera) | P     | Roberto Sorrentino   |
|    | Italia (bandiera) | P     | Marco Onorati        |
|    | Italia (bandiera) | D     | Giacomo Chinellato   |
|    | Italia (bandiera) | D     | Francesco Ciampoli   |
|    | Italia (bandiera) | D     | Domenico Labrocca    |
|    | Italia (bandiera) | D     | Vincenzo Marino      |
|    | Italia (bandiera) | D     | Giorgio Mastropasqua |
|    | Italia (bandiera) | D     | Pier Giuseppe Mosti  |
|    | Italia (bandiera) | D     | Rosario Picone       |
|    | Italia (bandiera) | D     | Claudio Ranieri      |

| N. |                   | Ruolo | Calciatore           |
| -- | ----------------- | ----- | -------------------- |
|    | Italia (bandiera) | C     | Roberto Barozzi      |
|    | Italia (bandiera) | C     | Antonio Crusco       |
|    | Italia (bandiera) | C     | Marcello Gamberini   |
|    | Italia (bandiera) | C     | Maurizio Giovannelli |
|    | Italia (bandiera) | C     | Ennio Mastalli       |
|    | Italia (bandiera) | C     | Damiano Morra (II)   |
|    | Italia (bandiera) | C     | Mirco Paganelli      |
|    | Italia (bandiera) | A     | Aldo Cantarutti      |
|    | Italia (bandiera) | A     | Angelo Crialesi      |

## Risultati

### Serie B

#### Girone di andata
| Arbitro: | Pezzella (Frattamaggiore) |

|  |           |                |
|  | Marcatori | 82’ Cantarutti |

| Arbitro: | Menegali (Roma) |

|                     |           |                      |
| Mastalli 60’ (rig.) | Marcatori | 51’ (rig.) Baresi II |

| Arbitro: | Magni (Bergamo) |

|  |           |                |
|  | Marcatori | 33’ Cantarutti |

| Catania 3 ottobre 1982 4ª giornata | Catania      | 0 – 0 | Reggiana | Stadio Cibali\| Arbitro: \| Baldi (Roma) \| |
| Arbitro:                           | Baldi (Roma) |       |          |                                             |

| Arbitro: | Altobelli (Roma) |

|  |           |                 |
|  | Marcatori | 76’ Giovannelli |

| Catania 17 ottobre 1982 6ª giornata | Catania                    | 0 – 0 | Varese | Stadio Cibali\| Arbitro: \| Esposito (Torre del Greco) \| |
| Arbitro:                            | Esposito (Torre del Greco) |       |        |                                                           |

| Palermo 24 ottobre 1982 7ª giornata | Palermo           | 0 – 0 | Catania | Stadio La Favorita\| Arbitro: \| Angelelli (Terni) \| |
| Arbitro:                            | Angelelli (Terni) |       |         |                                                       |

| Arbitro: | Tubertini (Bologna) |

|            |           |  |
| Cupini 31’ | Marcatori |  |

| Arbitro: | De Marchi (Novara) |

|              |           |              |
| Crialesi 26’ | Marcatori | 85’ Vincenzi |

| Campobasso 14 novembre 1982 10ª giornata | Campobasso         | 0 – 0 | Catania | Stadio Giovanni Romagnoli\| Arbitro: \| Bianciardi (Siena) \| |
| Arbitro:                                 | Bianciardi (Siena) |       |         |                                                               |

| Arbitro: | Esposito (Torre del Greco) |

|                                            |           |  |
| Crusco 10’ Cantarutti 70’ Mastropasqua 88’ | Marcatori |  |

| Arbitro: | Altobelli (Roma) |

|               |           |  |
| Nicoletti 25’ | Marcatori |  |

| Arbitro: | Pezzella (Frattamaggiore) |

|                                  |           |  |
| Crialesi 30’ Cantarutti 44’, 75’ | Marcatori |  |

| Arbitro: | Testa (Prato) |

|              |           |           |
| Mastalli 37’ | Marcatori | 50’ Adami |

| Arbitro: | Pieri (Genova) |

|           |           |                |
| Russo 47’ | Marcatori | 44’ Cantarutti |

| Arbitro: | Tubertini (Bologna) |

|                             |           |  |
| Crialesi 12’ Cantarutti 71’ | Marcatori |  |

| Foggia 9 gennaio 1982 17ª giornata | Foggia           | 0 – 0 | Catania | Stadio Pino Zaccheria\| Arbitro: \| Vitali (Bologna) \| |
| Arbitro:                           | Vitali (Bologna) |       |         |                                                         |

| Arbitro: | Facchin (Udine) |

|                     |           |              |
| Mastalli 90’ (rig.) | Marcatori | 78’ Giordano |

| Arbitro: | Redini (Pisa) |

|                 |           |             |
| Pagliari II 21’ | Marcatori | 35’ Ranieri |

#### Girone di ritorno
| Catania 30 gennaio 1983 20º giornata | Catania          | 0 – 0 | Cremonese | Stadio Cibali\| Arbitro: \| Benedetti (Roma) \| |
| Arbitro:                             | Benedetti (Roma) |       |           |                                                 |

| Milano 13 febbraio 1983 21º giornata | Milan            | 0 – 0 | Catania | Stadio Giuseppe Meazza\| Arbitro: \| D'Elia (Salerno) \| |
| Arbitro:                             | D'Elia (Salerno) |       |         |                                                          |

| Arbitro: | Pairetto (Nichelino) |

|                                   |           |  |
| Bagnato 10’ (aut.) Cantarutti 30’ | Marcatori |  |

| Arbitro: | Leni (Perugia) |

|           |           |  |
| Boito 35’ | Marcatori |  |

| Catania 6 marzo 1983 24º giornata | Catania              | 0 – 0 | Atalanta | Stadio Cibali\| Arbitro: \| Polacco (Conegliano) \| |
| Arbitro:                          | Polacco (Conegliano) |       |          |                                                     |

| Arbitro: | Pirandola (Lecce) |

|                               |           |                     |
| Bongiorni 26’ Di Giovanni 37’ | Marcatori | 30’ (rig.) Mastalli |

| Arbitro: | Bianciardi (Siena) |

|                               |           |  |
| Mastalli 39’ (rig.) Mosti 43’ | Marcatori |  |

| Arbitro: | Pieri (Genova) |

|                          |           |  |
| Mastalli 25’ Barozzi 39’ | Marcatori |  |

| Arbitro: | Barbaresco (Cormons) |

|               |           |  |
| Bartolini 64’ | Marcatori |  |

| Arbitro: | Patrussi (Ravenna) |

|              |           |  |
| Ciampoli 59’ | Marcatori |  |

| Arbitro: | Redini (Pisa) |

|                 |           |  |
| Caricola II 61’ | Marcatori |  |

| Catania 24 aprile 1983 31º giornata | Catania             | 0 – 0 | Como | Stadio Cibali\| Arbitro: \| Menicucci (Firenze) \| |
| Arbitro:                            | Menicucci (Firenze) |       |      |                                                    |

| Arbitro: | Tubertini (Bologna) |

|                        |           |                     |
| Traini 2’ Belluzzi 61’ | Marcatori | 37’, 65’ Cantarutti |

| Arbitro: | Pairetto (Nichelino) |

|               |           |                                         |
| Colasanti 80’ | Marcatori | 57’ (aut.) Cagni 77’ Mosti 89’ Mastalli |

| Arbitro: | Angelelli (Terni) |

|                        |           |                     |
| Crusco 71’ Barozzi 81’ | Marcatori | 47’ (aut.) Mastalli |

| Monza 22 maggio 1983 35º giornata | Monza            | 0 – 0 | Catania | Stadio Gino Alfonso Sada\| Arbitro: \| Vitali (Bologna) \| |
| Arbitro:                          | Vitali (Bologna) |       |         |                                                            |

| Arbitro: | Agnolin (Bassano del Grappa) |

|                          |           |                   |
| Crialesi 65’ Barozzi 67’ | Marcatori | 80’ (rig.) Bordon |

| Arbitro: | Menicucci (Firenze) |

|                               |           |              |
| Giordano 12’ Mastropasqua 65’ | Marcatori | 25’ Crialesi |

| Arbitro: | Pieri (Genova) |

|                             |           |            |
| Cantarutti 60’ Mastalli 64’ | Marcatori | 34’ Amenta |

#### Spareggi promozione
| Arbitro: | Agnolin (Bassano del Grappa) |

|              |           |  |
| Crialesi 70’ | Marcatori |  |

| Roma 25 giugno 1983 | Catania         | 0 – 0 | Cremonese | Stadio Olimpico\| Arbitro: \| Menegali (Roma) \| |
| Arbitro:            | Menegali (Roma) |       |           |                                                  |

### Coppa Italia

#### Primo turno
| Arbitro: | Redini (Pisa) |

|                 |           |                |
| Mastropasqua 1’ | Marcatori | 52’ Marocchino |

| Arbitro: | Altobelli (Roma) |

|              |           |  |
| Crialesi 85’ | Marcatori |  |

| Arbitro: | Mattei (Macerata) |

|                       |           |                     |
| Jordan 44’ Serena 49’ | Marcatori | 42’ (rig.) Mastalli |

| Arbitro: | Esposito (Torre del Greco) |

|                             |           |             |
| Cantarutti 45’ Crialesi 63’ | Marcatori | 11’ Pezzato |

| Arbitro: | Ciulli (Roma) |

|           |           |            |
| Massi 55’ | Marcatori | 62’ Marino |

## Statistiche

### Statistiche di squadra
| Competizione        | Punti | In casa | In casa | In casa | In casa | In casa | In casa | In trasferta | In trasferta | In trasferta | In trasferta | In trasferta | In trasferta | Totale | Totale | Totale | Totale | Totale | Totale | DR  |
| Competizione        | Punti | G       | V       | N       | P       | Gf      | Gs      | G            | V            | N            | P            | Gf           | Gs           | G      | V      | N      | P      | Gf     | Gs     | DR  |
| ------------------- | ----- | ------- | ------- | ------- | ------- | ------- | ------- | ------------ | ------------ | ------------ | ------------ | ------------ | ------------ | ------ | ------ | ------ | ------ | ------ | ------ | --- |
| Serie B             | 45    | 19      | 10      | 9       | 0       | 25      | 7       | 19           | 4            | 8            | 7            | 12           | 14           | 38     | 14     | 17     | 7      | 37     | 21     | +16 |
| Spareggi promozione |       | -       | -       | -       | -       | -       | -       | 2            | 1            | 1            | 0            | 1            | 0            | 2      | 1      | 1      | 0      | 1      | 0      | +1  |
| Coppa Italia        |       | 3       | 2       | 1       | 0       | 4       | 2       | 2            | 0            | 1            | 1            | 2            | 3            | 5      | 2      | 2      | 1      | 6      | 5      | +1  |
| Totale              | -     | 22      | 12      | 10      | 0       | 29      | 9       | 23           | 5            | 10           | 8            | 15           | 17           | 45     | 17     | 20     | 8      | 44     | 26     | +18 |

### Statistiche dei giocatori[3]
| Giocatore       | Serie B  | Serie B | Spareggi promozione | Spareggi promozione | Coppa Italia | Coppa Italia | Totale   | Totale |
| Giocatore       | Presenze | Reti    | Presenze            | Reti                | Presenze     | Reti         | Presenze | Reti   |
| --------------- | -------- | ------- | ------------------- | ------------------- | ------------ | ------------ | -------- | ------ |
| R. Barozzi      | 21       | 3       | 1                   | 0                   | -            | -            | 22       | 3      |
| A. Cantarutti   | 34       | 11      | 2                   | 0                   | 5            | 1            | 41       | 12     |
| G. Chinellato   | 34       | 0       | 2                   | 0                   | 5            | 0            | 41       | 0      |
| F. Ciampoli     | 25       | 1       | 2                   | 0                   | 5            | 0            | 32       | 1      |
| A. Crialesi     | 38       | 5       | 2                   | 1                   | 5            | 2            | 45       | 8      |
| A. Crusco       | 32       | 2       | 2                   | 0                   | 5            | 0            | 39       | 2      |
| M. Gamberini    | 18       | 0       | 5                   | 0                   | -            | -            | 23       | 0      |
| M. Giovannelli  | 31       | 1       | 2                   | 0                   | 5            | 0            | 38       | 1      |
| D. Labrocca     | 6        | 0       | 1                   | 0                   | -            | -            | 7        | 0      |
| V. Marino       | 16       | 0       | -                   | -                   | 3            | 1            | 19       | 1      |
| E. Mastalli     | 38       | 8       | 2                   | 0                   | 5            | 1            | 45       | 9      |
| G. Mastropasqua | 35       | 1       | 2                   | 0                   | 5            | 1            | 42       | 2      |
| D. Morra (II)   | 34       | 0       | 2                   | 0                   | 5            | 0            | 41       | 0      |
| P.G. Mosti      | 32       | 2       | 2                   | 0                   | 3            | 1            | 37       | 3      |
| M. Onorati      | 4        | -2      | -                   | -                   | -            | -            | 4        | -2     |
| M. Paganelli    | 15       | 0       | -                   | -                   | 2            | 0            | 17       | 0      |
| C. Ranieri      | 32       | 1       | 2                   | 0                   | 5            | 0            | 39       | 1      |
| R. Sorrentino   | 35       | -19     | 2                   | 0                   | 5            | -5           | 42       | -24    |